# Alexander McCall Smith
Alexander McCall Smith, född 24 augusti 1948 i Bulawayo i Sydrhodesia (nuvarande Zimbabwe), är en brittisk författare tillika jurist med inriktning på medicinsk etik.
McCall Smith växte upp i Sydrhodesia och flyttade vid 18 års ålder till Skottland för att studera vid universitetet i Edinburgh, där han tog en juristexamen 1971. Efter examen återvände han till Afrika, där han var verksam med att etablera juridikutbildning vid University of Botswana. Han fortsatte därefter vid universitetet i Edinburgh, där han blev professor i medicinsk juridik. Han var fram till 2002 medlem av det etiska rådet för British Medical Journal. Andra hedersuppdrag han haft är som vice ordförande för Human Genetics Commission i Storbritannien och ledamot av Unescos International Bioethics Commission. Han är medlem av Royal Society of Edinburgh.
Framgången han rönte som skönlitterär författare gjorde att han 2005 slutade med sin akademiska verksamhet och blev skönlitterär författare på heltid.
McCall Smith publicerade sitt första skönlitterära verk 1976, en barnbok. Flera av hans barnböcker utspelar sig i Afrika eller använder sig av material därifrån.
Hans genombrott kom med böckerna om Damernas detektivbyrå och privatdetektiven Mma Ramotswe som bott i Botswana. Den första boken (originaltitel The No. 1 Ladies’ Detective Agency) gavs ut 1998, och byggde på en novell McCall Smith hade skrivit. De internationella framgångarna kom efter att denna bok gavs ut i USA 2002.
Sjutton av böckerna har till 2017 översatts från engelska till svenska. Serien om Mma Ramotswe och hennes detektivbyrå har sålts i över 14 miljoner exemplar och översatts till 39 språk.
2019 kom första delen i bokserien om Ulf Varg, Avdelningen för känsliga brott, som utspelar sig i Malmö i Sverige.

### Böcker utgivna på svenska
- Flickan som gifte sig med ett lejon (The girl who married a lion) (översättning Leif Janzon, Lind & Co, 2006)
- Himmelska förbindelser och andra kärleksäventyr (Heavenly date and other flirtations) (översättning Mårten Westö, Lind & Co, 2007)
- Avdelningen för känsliga brott (The Department of Sensitive Crimes) (översättning Yvonne Hjelm, Mondial förlag, 2019)[10]
- Ulf Varg : En man med många talanger (The Talented Mr Varg) (översättning Yvonne Hjelm, Mondial förlag, 2021)[11]

#### Omdamernas detektivbyrå
- Damernas detektivbyrå, översättning Peder Carlsson
- Giraffens tårar, översättning Peder Carlsson
- Vackra flickors lott, översättning Peder Carlsson
- Kalaharis skrivmaskinsskola för män, översättning Peder Carlsson
- Livets skafferi, översättning Elisabet Fredholm
- I muntra damers sällskap, översättning Peder Carlsson
- Lycka och ett par blå skor, översättning Peder Carlsson
- Den gode maken på Zebra Drive, översättning Peder Carlsson
- Miraklet på Speedy Motors, översättning Peder Carlsson
- Tedags för normalt byggda damer, översättning Peder Carlsson
- Extra bekvämt på Safariklubben, översättning Peder Carlsson
- Lördagens stora bröllopsfest, översättning Yvonne Hjelm
- Limpopos akademi för privatdetektiver, översättning Yvonne Hjelm
- Små skavanker på skönhetssalongen, översättning Yvonne Hjelm
- Den stilige mannens kafé deluxe, översättning Yvonne Hjelm
- Precious och Grace, översättning Yvonne Hjelm

### Dr von Igelfelds
- Portugisiska oregelbundna verb, översättning Lars Ryding
- Ett slags tax, översättning Lars Ryding
- De små omständigheternas hus, översättning Lars Ryding

#### Om filosofiska söndagsklubben
- Filosofiska söndagsklubben, översättning Gertrud Hemmel
- Kärlek, vänskap och choklad, översättning Gertrud Hemmel
- Rätt inställning till regn, översättning Ingrid Ingemark
- Det varsamma bruket av komplimanger, översättning Ingrid Ingemark
- Det behagliga med lördagar, översättning Ingrid Ingemark
- Tacksamhetens bortglömda konst, översättning Ingrid Ingemark

#### Scotland Street 44
- Livet på Scotland Street 44, översättning Peder Carlsson
- Espressoberättelser, översättning Lars Ryding
- Kärlek på skotska, översättning Lars Ryding
- Bertie och hans värld, översättning Lars Ryding

#### Barnböcker
- Akimbo och elefanterna, översättning Peder Carlsson
- Akimbo och krokodilmannen, översättning Peder Carlsson
- Akimbo och lejonen, översättning Peder Carlsson

## Priser och utmärkelser
- The Martin Beck award 2004 för Damernas detektivbyrå
- The Dagger in the Library 2004